# فرست شیکاگو بانک
فرست شیکاگو بانک (به انگلیسی: First Chicago Bank) بانک آمریکایی مستقر در شیکاگو بود، که در زمینه ارائه خدمات بانکداری خرد و بانکداری تجاری فعالیت می‌کرد.
ریشه‌های تأسیس این بانک به سال ۱۸۶۳ و راه‌اندازی فرست شیکاگو کورپ بازمی‌گردد. بازوی دیگر این موسسه، بانک ملی دیترویت (به‌اختصار: ان‌بی‌دی) بود، که در سال ۱۹۳۳ در دیترویت، میشیگان تأسیس گردید.
فرست شیکاگو بانک در سال ۱۹۹۵ با بانک ملی دیترویت (ان‌بی‌دی) ادغام شد و نام آن به فرست شیکاگو ان‌بی‌دی تغییر پیدا کرد.
بانک فرست شیکاگو سرانجام در سال ۱۹۹۸ در پی ادغام با بانک وان اوهایو و تشکیل
بانک وان، منحل شد. بانک وان نیز در سال ۲۰۰۴ توسط جی‌پی مورگان چیس خریداری و در این شرکت ادغام گردید. بانک فرست شیکاگو امروزه بخشی از بانک چیس می‌باشد.